# Lišov
Lišov (německy Lischau) je město v okrese České Budějovice v Jihočeském kraji. Leží na svazích Lišovského prahu podél silnice I/34 mezi Českými Budějovicemi a Třeboní. Žije zde přibližně 4 700 obyvatel a je pátým největším městem okresu České Budějovice. Území města se skládá ze dvou nesousedících částí, místní část Vlkovice tvoří exklávu.

## Historie
Lišov byl založen pravděpodobně koncem 13. století. Nejstarší písemná zpráva pochází z roku 1334. Zmiňuje účast měšťana Ondřeje z Lišova při obraně Českých Budějovic. Roku 1365 je zmíněn kostel sv. Václava. Ve 14. století náležel Lišov ke královskému panství Hluboká, byl sídlem farnosti a rozsáhlého rychtářství. V dokumentech ze 14. století je zmiňován jako městys (oppidum Lyssaw). Roku 1400 udělil král Václav IV. Lišovu právo odúmrti a roku 1406 i právo hrdelní. Místo poprav bylo u rybníka Čekal. Po husitských válkách práva Lišovu znovu potvrdili král Ladislav Pohrobek i král Vladislav II. Jagellonský. Lišov byl často zastavováno různým šlechtickým rodům, a tak se pány Lišova postupně stali Lobkovicové, Rožmitálové, Pernštejnové, páni z Hradce, či Malovečtí z Malovic. Svobodný pán Ondřej Ungnad ze Sulneku založil roku 1535 pivovar. Od roku 1561 bylo panství Hluboká v držení pánů z Hradce. Jáchym Oldřich z Hradce povolil Lišovským vařit pivo a svobodně jej prodávati ve městě a sedmi krčmách (Hůry, Jelmo, Levín, Libnič, Velechvín, Kaliště a Třebotovice).
Roku 1561 potvrdil císař Rudolf II. Lišovu právo vaření piva a povolil pořádat dva výroční trhy a ve čtvrtek týdenní trhy. V roce 1611 byl Lišov obsazen Pasovskými. Vojsko odtáhlo až po vyplacení výpalného panem Petrem Vokem z Rožmberka. V průběhu stavovského povstání bylo město 15. června 1619 při ústupu stavovských vojsk vypáleno. Zanikla škola kostel i fara. Císař Ferdinand II potvrdil roku 1630 dosavadní privilegia. Ve městě byl zřízen magistrát. V čele města stál primátor a 11 konšelů, 6 členů malé rady, rychtář a radní písař. V roce 1661 byl Lišov spolu s celým hlubockým panstvím zakoupen Schwarzenberky. Jan Adolf Schwarzenberg založil ve městě 2. září 1676 knížecí schwarzenberský špitál. Od roku 1698 usilovali lišovští měšťané o propuštění z poddanství. Roku 1699 udělil Ferdinand ze Schwarzenbergu privilegium svobodného a neomezeného přijímání a propouštění občanů proti zaplacení propustného. Roku 1706 se Lišov stal svobodným.
Na počátku 18. století žilo v Lišově již téměř 600 obyvatel, z nichž naprostá většina byla české národnosti a katolického vyznání. Roku 1773 postihl město další velký požár, který zničil 15 domů a obecní dvůr. Za napoleonských válek, přesněji v zimě 1805/6, zde byli ubytováni bavorští a francouzští vojáci. Jejich odchod prý způsobil rychlý rozkvět a stejně rychlý úpadek ševcovství. Již v roce 1812 byl zřízen obecní vodovod. Roku 1851 byla zřízena poštovní stanice. Telegrafní služba byla zavedena 14. dubna 1887, telefonní 2. června 1910. V letech 1862–1864 byl postaven nový kostel. 6. června 1875 byl založen Sbor dobrovolných hasičů v Lišově. Od 11. června 1911 byla provozována jedna z prvních autobusových linek v Čechách na trase Budějovice–Lišov–Třeboň.
Po vzniku okresů v rámci Rakouského císařství se roku 1850 stal Lišov střediskem soudního okresu (9. nejmenšího v Čechách) s působností nad mnoha blízkými vesnicemi. V letech 1854–1868 byl Lišov též sídlem smíšeného okresního úřadu. Poté patřil v letech 1868 až 1949 pod politický okres České Budějovice.
V 19. století se v Lišově začíná rozvíjet truhlářská výroba. 1. září 1818 vznikla první dílna Luďka Irmiše. Roku 1892 bylo ve městě 10 truhlářských mistrů s 20 dělníky. V roce 1913 bylo ustaveno „Odborné společenstvo truhlářů v Lišově“, které organizovalo výstavní trhy a propagovalo lišovský nábytek. Roku 1914 zde působilo již 55 truhlářských mistrů s 86 dělníky. V roce 1927 byly v Lišově již 102 dílny s 350 pracovníky.
Na frontách 1. světové války zahynulo přes sto občanů Lišova. Čsl. legionář Jan Bohoněk padl 5. 7. 1918 u Ussurijsku v Rusku. Jejich jména připomíná památník padlým na náměstí.
Již 28. října 1918 proběhla ve městě oslava vzniku Československé republiky. V červenci byly konány první volby do obecních sborů. V letech 1922–1924 proběhla elektrifikace. Dne 26. dubna 1924 povýšila Čsl. vláda Lišov na město. 8. října 1936 bylo ustaveno Městské muzeum a archiv. O muzeum se výrazně zasloužil lišovský rodák František Miroslav Čapek, který muzeu věnoval část svých sbírek 6. května 1937 navštívil Lišov prezident Dr. Edvard Beneš.
2. světová válka postihla i obyvatele Lišova. V dubnu 1942 byla vystěhována židovská rodina Sachsů, která později celá zahynula v koncentračním táboře. 11. června 1942 bylo město obklíčeno německými vojáky a gestapo provádělo domovní prohlídky a kontroly průkazů. 26. června 1942 byli zatčeni gestapem a popraveni lišovský soudce JUDr. Hyacint Jahn a truhlář František Bambule. Mjr. Karel Černý se zúčastnil bojů proti nacistům na západní i východní frontě. Lišov byl osvobozen 9. května 1945 vojsky 86. gardové střelecké divize 2. ukrajinského frontu Rudé armády.
Politické změny po roce 1948 se projevily i v Lišově. Roku 1949 byl zatčen lišovský farář Alois Střeleček, který byl později odsouzen na dva a půl roku vězení. Došlo ke znárodnění většiny soukromých firem. V roce 1949 byla ustavena národní správa v největších truhlářských firmách: František Raindl, Karel Štícha, Jaroslav Svatoš, Felix Lokapauer, Stanislav Češka a Ludvík Karpianus. Z těchto firem byl vytvořen samostatný závod, ke kterému se později přičlenila i konfiskovaná firma Jindřicha Farky. Závod se od 1. července 1951 stal součástí národního podniku Jitona. Cihelna se roku 1950 stala součástí Jihočeských cihelen. První pokus o ustavení jednotného zemědělského družstva proběhl již roku 1950. Členy se ovšem stali převážně nezemědělci a členové KSČ. Vytrvalý politický tlak nakonec vedl k ustavení JZD 1. října 1957, jako jednoho z posledních na okrese Třeboň.
V rámci reformy státní správy byl v roce 1949 byl zrušen soudní okres Lišov a místní soud. V letech 1949–1960 patřil Lišov pod okres Třeboň, od roku 1960 opět pod okres České Budějovice. 12. června 1960 byl do samosprávy města připojen Levín, 14. června 1964 Miletín, 1. dubna 1976 Slověnice, Zvíkov s Hvozdcem a Vlkovicemi, 30. dubna 1976 Hůrky s Hrutovem, a 1. července 1980 Kolný s Červeným Újezdcem, Lhoticemi a Velechvínem. Po 24. listopadu 1990 se obce Hvozdec a Zvíkov opět osamostatnily.
V letech 1970 byla zahájena výstavba nové školy, která byla slavnostně otevřena 2. září 1973. 29. listopadu 1980 byla otevřena i nová mateřská škola.
27. června 1994 vyhořel závod Jitony v Lišově. Škoda způsobená požárem činila 6 382 000 Kč, při požáru bylo zraněno 7 osob. Koncem roku 1998 byla lišovská Jitona uzavřena.
27. května 2001 bylo obnoveno Městské muzeum F. M. Čapka.
Dne 15. července 2025 byl zahájen provoz na silničním obchvatu Lišova, po kterém vede  silnice I/34, která spojuje České Budějovice a Třeboň a která je součástí evropské silnice E49 a evropské silnice E551.

## Obecní správa a obyvatelstvo
Město Lišov se skládá ze třinácti částí na dvanácti katastrálních územích:
- Červený Újezdec (i název k. ú.)
- Dolní Miletín (i název k. ú.)
- Dolní Slověnice (i název k. ú.)
- Horní Miletín (i název k. ú.)
- Horní Slověnice (i název k. ú.)
- Hrutov (leží v k. ú. Hůrky u Lišova)
- Hůrky (k. ú. Hůrky u Lišova)
- Kolný (i název k. ú.)
- Levín (k. ú. Levín u Lišova)
- Lhotice (k. ú. Lhotice u Českých Budějovic)
- Lišov (i název k. ú.)
- Velechvín (i název k. ú.)
- Vlkovice (i název k. ú.) – leží na odděleném území, tvoří tak exklávu města

| Rok          | 1869 | 1890 | 1910 | 1930 | 1950 | 1970 | 1991 | 2011 |
| ------------ | ---- | ---- | ---- | ---- | ---- | ---- | ---- | ---- |
| Lišov-město  | 2628 | 2543 | 2674 | 2543 | 2383 | 2324 | 2760 | 3070 |
| místní části | –    | –    | –    | –    | –    | 122  | 1046 | 1043 |

## Společnost

#### Školství
- Základní a mateřská škola[8]
- Střední odborné učiliště, Lišov[9]

#### Kultura
- Kulturní dům
- Muzeum F. M. Čapka
- Muzeum psacích strojů
- Kino Svět
- Divadlo Š

#### Spolky
- Sbor dobrovolných hasičů Lišov
- Honební společenstvo Lišov – Levín

#### Sport
- TJ Sokol Lišov
- SK Lišov
- ČASPV Lišov

#### Festivaly
- Lišovské slavnosti

## Památky a zajímavosti

#### Kostel sv. Václava
kostel stál v Lišově prokazatelně již od 14. století. Koncem 19. století již starý kostel nedostačoval svou kapacitou. Proto byl v letech 1862–1864 vybudován nový kostel sv. Václava. Z původního kostela zůstala pouze věž s podezdívkou. Varhany byly zakoupeny z Nového Města na Moravě. Roku 1864 byl kostel vysvěcen biskupem J. V. Jirsíkem. Později byla věž mírně přestavěna a roku 1878 se začalo s výměnou krytu věže. V roce 1898 byla fara v Lišově povýšena na děkanství. Z bývalých čtyř kostelních zvonů byl nejstarší sv. Václav z roku 1508. V roce 1917 byl zakoupen a vysvěcen nový zvon, který byl v roce 1934 znovu ulit tak, aby ladil s ostatními zvony. 28. září 1934 následovala slavnost svěcení zvonů spolu s oslavou sedmdesátého výročí vysvěcení a posvěcení chrámu sv. Václava. Mše zde slouží páter Marcin K. Chmielewski.

#### Schwarzenberský špitál
Špitál nechal vystavit kníže Schwarzenberg v letech 1675–1676. Tento objekt je zasvěcený svatému Janu Křtiteli a svatému Antonínu Paduánskému. Dne 2. září 1676 nechal kníže Jan Adolf I. ze Schwarzenbergu zaopatřit 6 mužů a 6 žen (především se jednalo o schwarzenberské zaměstnance, chudé a nemocné poddané), kterým zajistil stravu, oděvy a především střechu nad hlavou. Až do 20. století chovanci špitálu měli za povinnost nosit oděv ve schwarzenberských barvách, tj. modré a bílé a v neděli chodívat v těchto stejnokrojích do blízkého kostela. Přirozeně tím vzbuzovali zájem občanů Lišova. „Parádní uniforma“, jak nazval tento oděv Jan Jakš (rodák z Lišova), zahrnovala po kolena dlouhý kabát s modrým límcem a jedním modrým rukávem, modré rukavice a bílý klobouk s modrou stuhou. Dámy nosily modré sukně, bílou pelerinu s modrým límcem a na hlavě černý, hedvábný šátek zavázaný pod bradou. Roku 1936 předal Jan ze Schwarzenbergu budovu špitálu městu Lišov, které ji použilo pro kulturní a vzdělávací účely. Byla vytvořena mateřská škola, třídy obecné školy a část byla využita jako městské muzeum. Ve školním roce 1955/1956 byl objekt přeměněn na školní jídelnu.
Současná rozsáhlá trojkřídlá budova s knížecím erbem na čelní straně objektu směrem na hlavní třídu, se zasklenými arkádami s původními trámovými stropy je sice přestavěným, ale jediným dosud zachovaným špitálem v Jihočeském kraji, který dokumentuje barokní poddanské poměry. Dnes je v této budově umístěna městská knihovna, městské muzeum F. M. Čapka a galerie J. R. Schustera. Konají se zde také koncerty vážné hudby.

#### Škola
První škola je doložena v roce 1592. Nová školní budova byla postavena 1636, patrová budova v roce 1826. V roce 1883 je doloženo 659 dětí. Měšťanská škola byla otevřena 1901. Současný školní areál je z roku 1973.
Průmyslová škola byla založena 1899, v současnosti vyučuje obory: truhlář, čalouník, podlahář, zednické práce, kuchařské práce, prodavačské práce, šití oděvů, práce v autoservisu, pečovatelské práce, truhlářské práce a zámečnické práce.

#### Bývalý pivovar
Budova pivovaru byla postavena v 16. století. Po zrušení pivovaru byla budova roku 1894 předána Sokolu Lišov.

#### Zeměpisné zajímavosti
Jihozápadně od Lišova se nachází stálý nivelační bod zvaný Locus perennis („Věčné místo“) – jeden ze sedmi základních bodů výškového měření v bývalém Rakousku-Uhersku. Zdejší nadmořská výška je zde přesně 565,1483 m n. m. (podle hladiny moře v Terstu). Značka je kryta jehlanem s latinským názvem a bývá mylně pokládána za střed Evropy. Locus perennis je chráněn jako významná technická památka.
U vrchu Větrník se nachází také trigonometrický bod I. řádu.

#### Pověsti
K Lišovu má vztah pověst o zvonu Bumerinu' z Černé věže v Českých Budějovicích.

#### Zaniklé stavby
- Větrný mlýn

## Rodáci
- Josef Macarius z Merfelic (1587–1635) duchovní, spisovatel a mecenáš
- Daniel Armogast Hrdlička (1648–1700) schwarzenberský správce, mecenáš
- Antonín Porák (1815–1892) lékař, starosta Lišova a poslanec Českého zemského sněmu
- Ludvík Pávek (1837–1907) polní podmaršálek Rakouské armády
- František Kamarýt (1887–1914) doktor filosofie, překladatel z francouzštiny
- Karel Kordina (1853–1932) strojní inženýr, pedagog a mecenáš
- Josef Vančura (1870–1930), právník, profesor římského práva, papyrolog
- František Miroslav Čapek (1873–1946) vlastenec, organizátor a amatérský historik
- Milan Sachs (1884–1968), hudební skladatel a dirigent, ředitel Záhřebské opery a prezident Chorvatské společnosti hudebního umění
- Emil Pitter (1887–1943), malíř a pedagog, člen Sdružení jihočeských výtvarníků a umělecké skupiny Linie
- Karel Černý (1914–1991), československý důstojník, odbojář za druhé světové války
- Milan Křížek (1926–2018), hudební skladatel, hudební pedagog a violista
- Pavel Molek (* 1980), právník, soudce Nejvyššího správního soudu a autor rozhlasových her
- Ivana Veberová (* 1984) operní pěvkyně

## Partnerská města
- Varmo, Itálie
- Schupfen, Švýcarsko

## Galerie

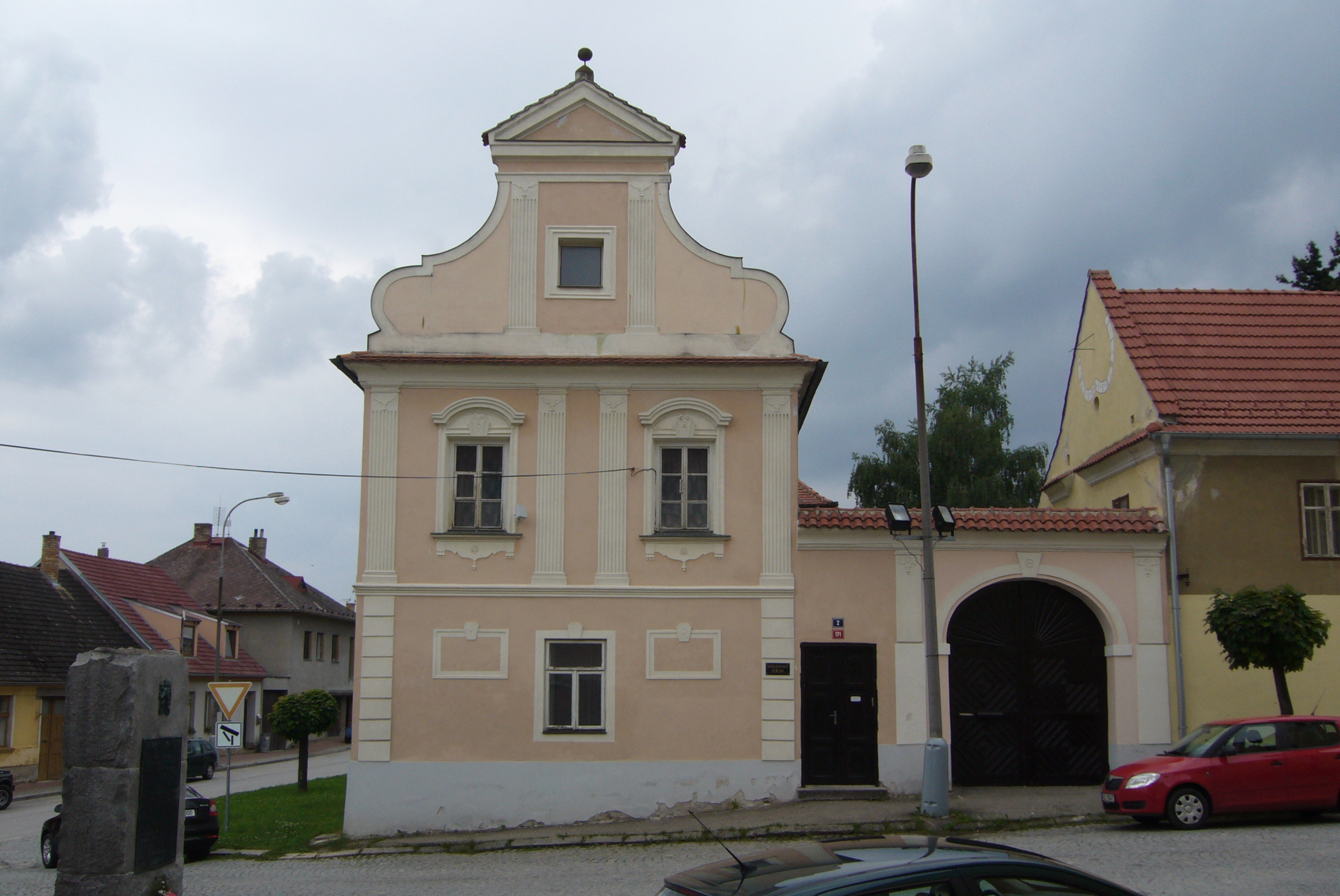
Fara při kostele svatého Václava
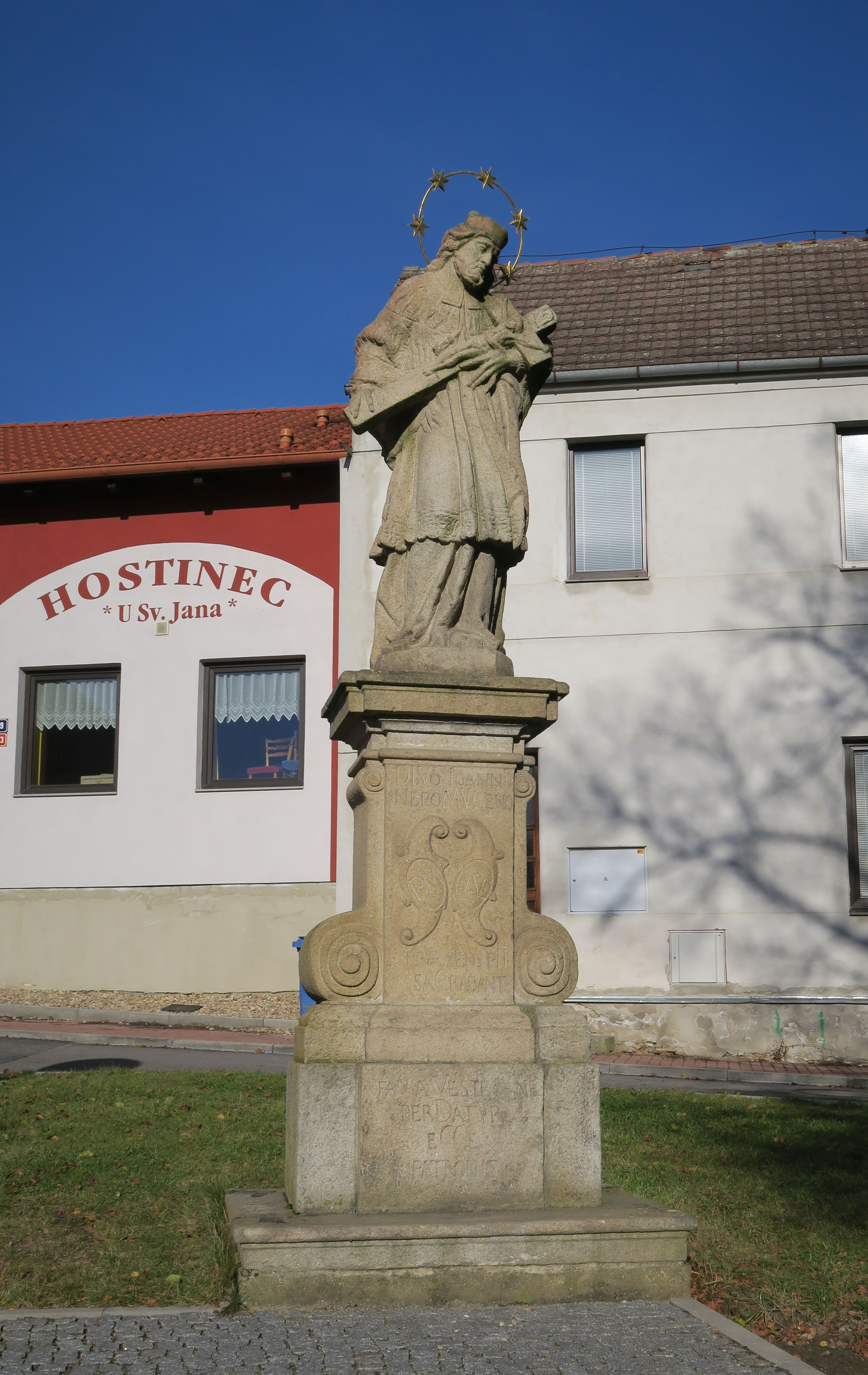
Socha sv. Jana Nepomuckého
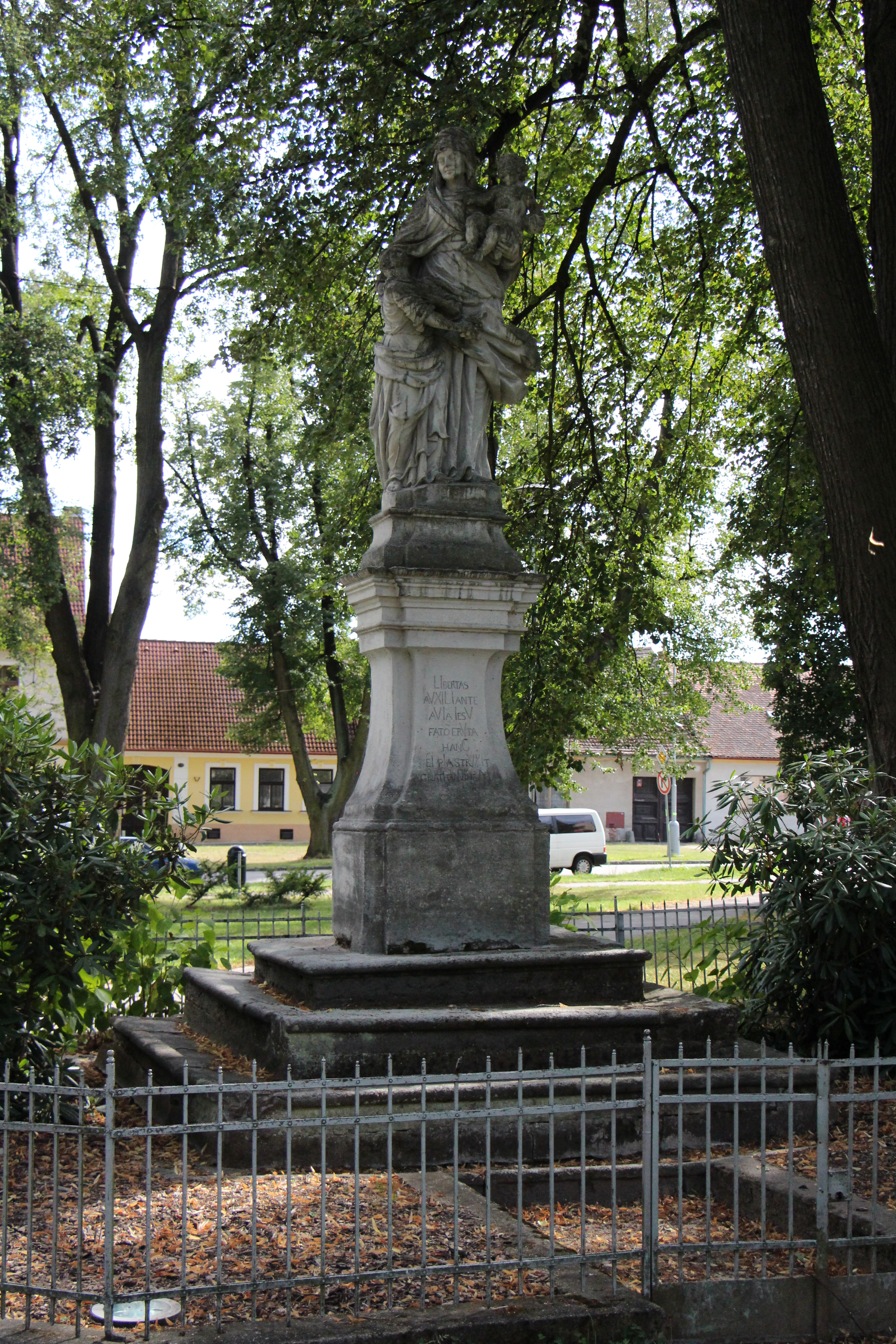
Socha svaté Anny Samotřetí na náměstí Míru
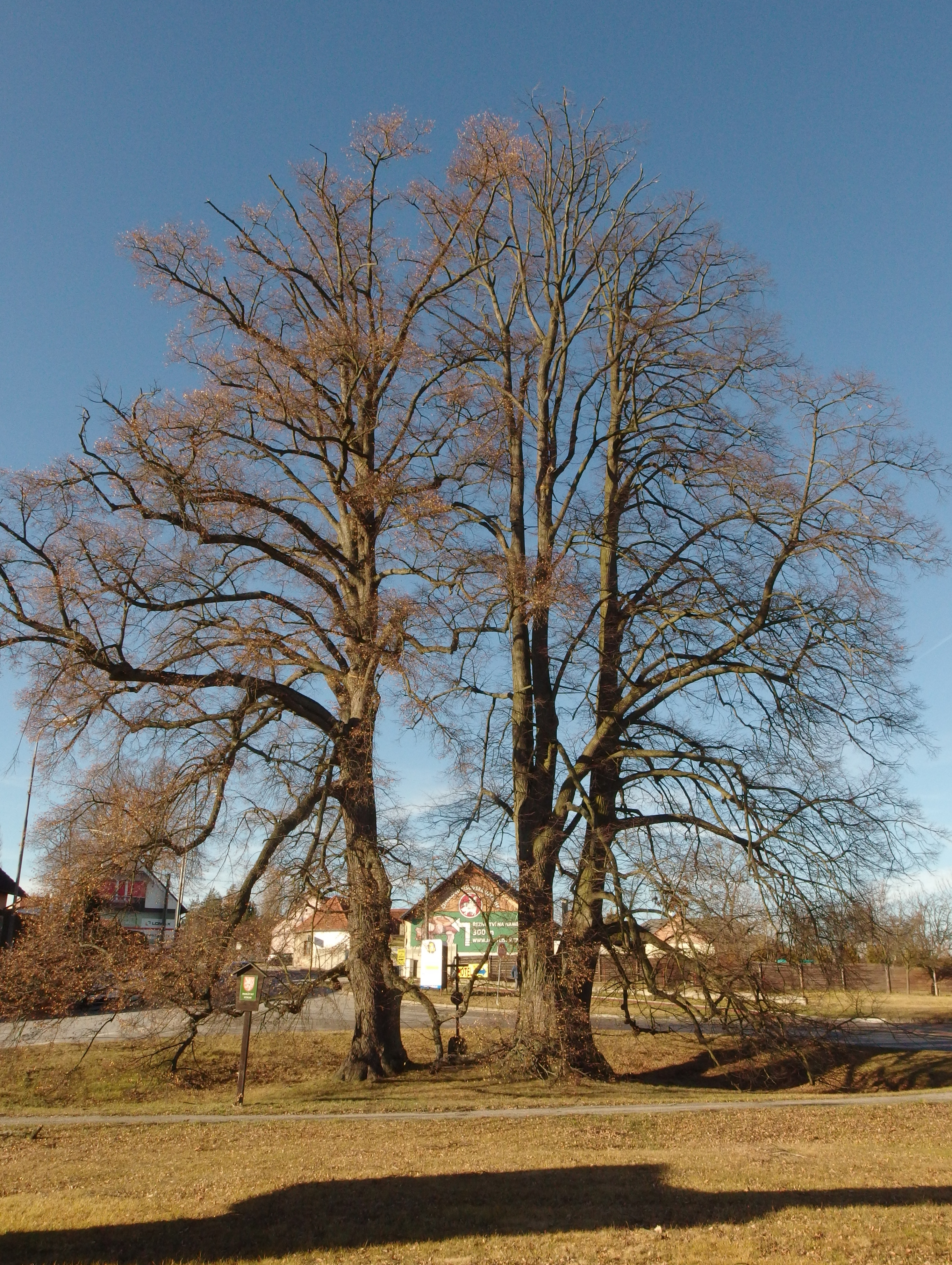
Lišovské lípy
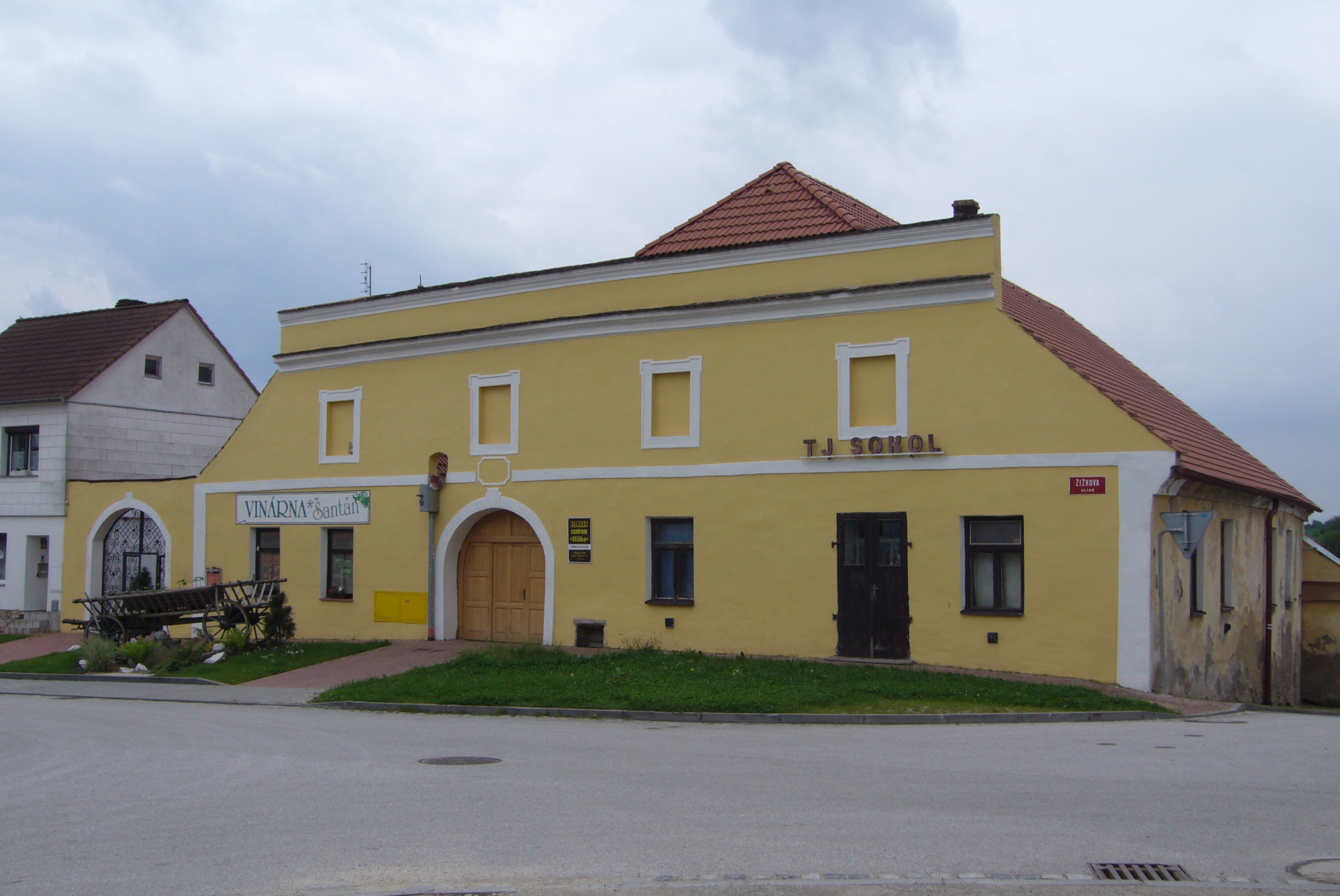
Bývalý pivovar
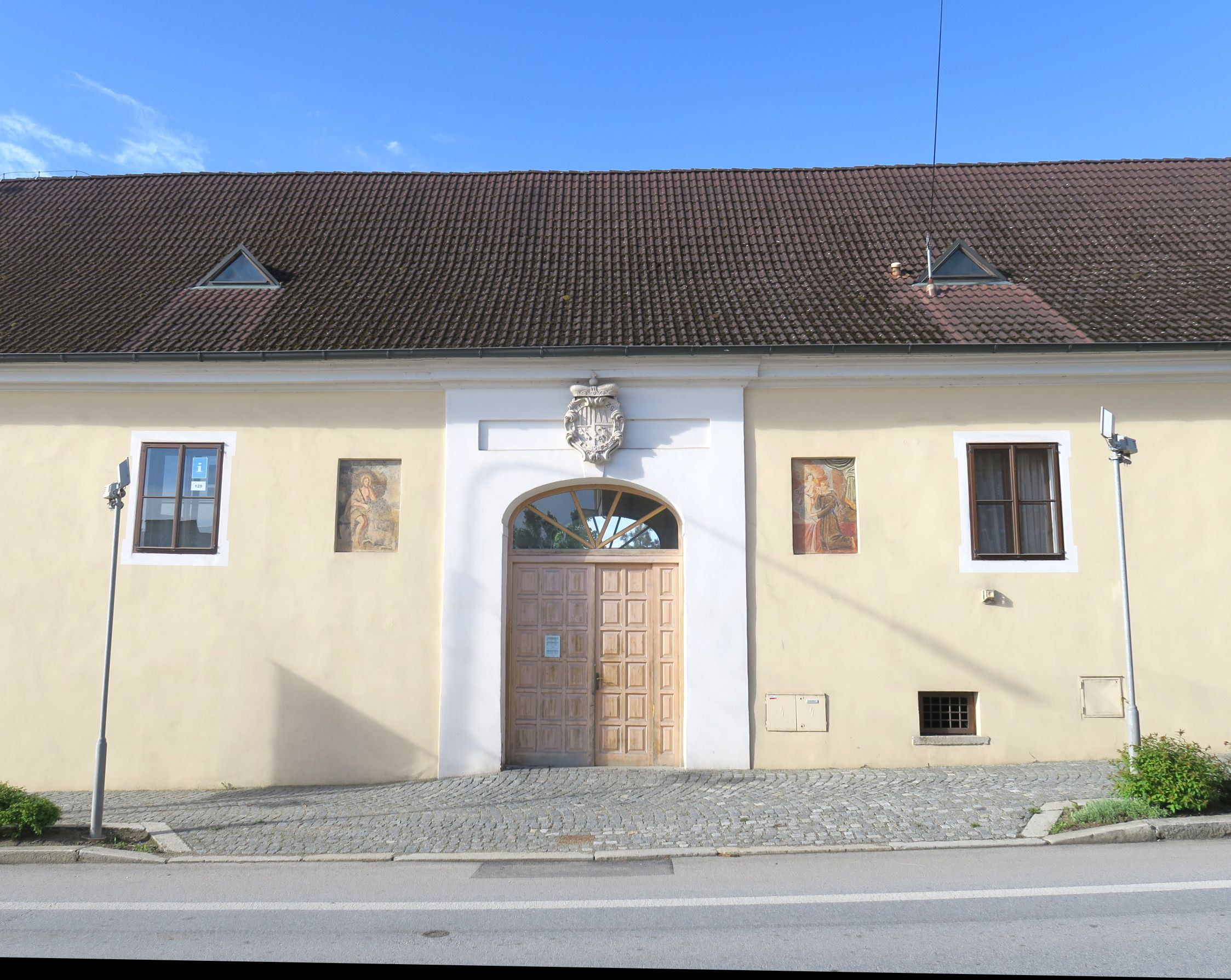
Budova bývalého knížecího špitálu, dnes Městské muzeum F. M. Čapka
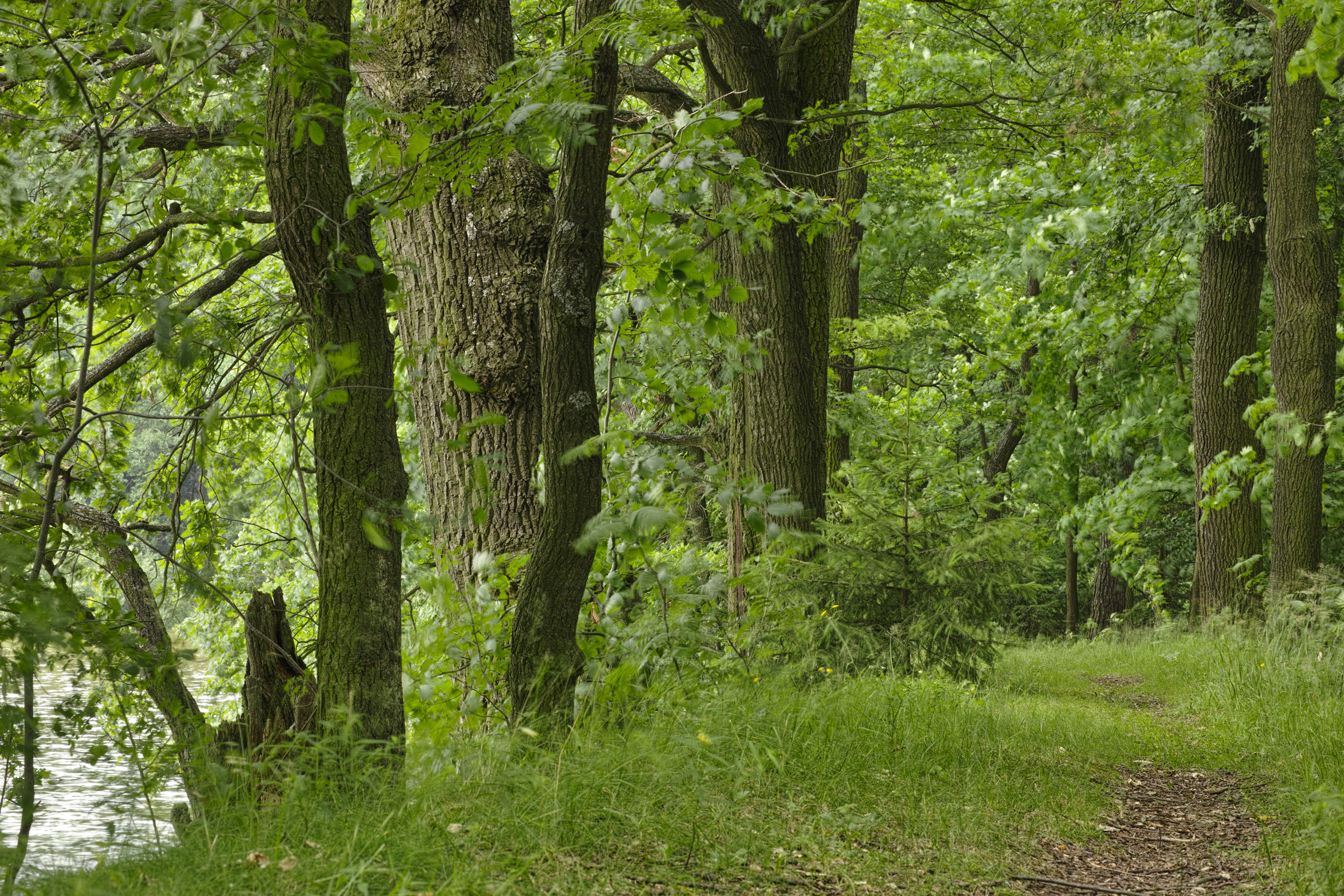
Hráz rybníka Dolní u Lišova